# Quantum of Solace (gra komputerowa)
Quantum of Solace – gra komputerowa, adaptacja filmu pod tym samym tytułem, stworzona przez Activision i wydana przez Activision Blizzard. Została ona, po raz pierwszy w historii serii, wyprodukowana przez Activision (które nabyło prawa do marki w 2006), na wiele platform, i której głosu i wizerunku użyczyły postacie ze srebrnego ekranu, to jest m.in. Daniel Craig w roli Jamesa Bonda. Akcja rozgrywa się na przestrzeni zarówno właściwego filmu, jak i jego poprzednika, Casino Royale.
Gra została wydana w Polsce przez Licomp Empik Multimedia, przy czym na PC ukazała się ona z pełnym dubbingiem, wersje na inne platformy nie zostały w żaden sposób spolszczone. Według początkowych danych edycja na PlayStation 3 również miała uzyskać polską wersję, jednak LEM później zdementowało te informacje. Głosów użyczyli m.in. Andrzej Zieliński (James Bond) i Maria Pakulnis (M).

## Wersja polska
Wystąpili: 

- Andrzej Zieliński – James Bond
- Maria Pakulnis – M
- Zbigniew Konopka – Le Chiffre
- Monika Pikuła – Vesper Lynd
- Wojciech Paszkowski – Tanner
- Jarosław Boberek – White; Generał Medrano
- Janusz Wituch